# 理研コランダム
理研コランダム株式会社（りけんコランダム）は、埼玉県鴻巣市に本社を置く研磨布紙などを製造、販売するメーカーである。オカモトの子会社。理研グループ。

## 沿革
- 1935年 - 理化学研究所により理研コランダム株式会社を設立。
- 1961年 - 東京証券取引所2部に上場。
- 1981年 - 株式会社理研を吸収合併。
- 2015年 - オカモト株式会社と資本業務提携。
- 2017年 - 株式公開買付けにより、オカモト株式会社の子会社となる。
- 2024年 - オカモト株式会社が株式公開買付けを実施し、持株比率を91.65%とする[3]。東京証券取引所スタンダード市場上場廃止[1]。

## 所在地
- 本社・鴻巣工場・東京支店 - 埼玉県鴻巣市
- 群馬沼田工場 - 群馬県沼田市
- 群馬新治工場 - 群馬県利根郡みなかみ町
- 名古屋営業所 - 名古屋市中区
- 大阪営業所 - 大阪市天王寺区
- 福岡営業所 - 福岡市南区

## 関連会社
- 海外
  - 理研香港有限公司